# Volta a Suïssa 1934
La Volta a Suïssa 1934 és la 2a edició de la Volta a Suïssa, una competició ciclista per etapes que es disputa per les carreteres de Suïssa. Aquesta edició es disputà del 25 d'agost a l'1 de setembre de 1934, amb un recorregut de 1.474,5 km distribuïts en 7 etapes, amb inici i final a Zúric.
El vencedor final fou l'alemany Ludwig Geyer, seguit pel francès Léon Level i l'italià Francesco Camusso.

## Etapes
| Etapa | Data          | Recorregut        | Km    | Vencedor d'etapa    | Líder de la general |
| ----- | ------------- | ----------------- | ----- | ------------------- | ------------------- |
| 1ª    | 25 d'agost    | Zúric - Davos     | 227,6 | Domenico Piemontesi | Domenico Piemontesi |
| 2ª    | 26 d'agost    | Davos - Lugano    | 215,5 | Francesco Camusso   | Ludwig Geyer        |
| 3ª    | 27 d'agost    | Lugano - Lucerna  | 205,4 | Paul Egli           | Ludwig Geyer        |
| 4ª    | 28 d'agost    | Lucerna - Lausana | 235,4 | Ludwig Geyer        | Ludwig Geyer        |
| 5ª    | 29 d'agost    | Lausana - Berna   | 203   | Max Bulla           | Ludwig Geyer        |
| 6ª    | 30 d'agost    | Berna - Basilea   | 161,6 | Adalino Mealli      | Ludwig Geyer        |
| 7ª    | 1 de setembre | Basilea - Zúric   | 226   | Jean Aerts          | Ludwig Geyer        |

## Classificació final
| Pos. | Ciclista          | Equip    | Temps       |
| ---- | ----------------- | -------- | ----------- |
| 1    | Ludwig Geyer      | Alemanya | 45h 04' 13" |
| 2    | Léon Level        | França   | + 5' 39"    |
| 3    | Francesco Camusso | Itàlia   | + 8' 45"    |
| 4    | Hermann Buse      | Alemanya | + 37' 56"   |
| 5    | François Gardier  | Bèlgica  | + 39' 10"   |
| 6    | Jean Aerts        | Bèlgica  | + 45' 03"   |
| 7    | Henri Garnier     | Bèlgica  | + 48' 28"   |
| 8    | Karl Bossard      | Suïssa   | + 48' 42"   |
| 9    | Oskar Thierbach   | Alemanya | + 49' 46"   |
| 10   | Mario Cipriani    | Itàlia   | + 50' 32"   |